# Julien Simon-Chautemps
Julien Simon-Chautemps, nacido el 14 de mayo de 1978, es un ingeniero francés, especializado en deportes de motor. Desde 2017, es el ingeniero de carreras del equipo Sauber F1 Team.

## Carrera
Graduado del Institut polytechnique des sciences avancées (2002), Simon-Chautemps comenzó su carrera en la Fórmula 2 como Director Técnico de Prema Powerteam (2003-2007) y luego en la Serie GP2 dentro de Trident Racing.
Comenzó en la Fórmula 1 en 2007. De 2007 a 2010, fue ingeniero de carreras del piloto italiano Jarno Trulli en Toyota Racing y Lotus.
Se unió al Renault F1 Team en 2011 y trabaja con los conductores Vitaly Petrov, Kimi Räikkönen, Pastor Maldonado, Romain Grosjean y Jolyon Palmer.
Se une a Sauber F1 Team en 2017.